# Galonbyxor

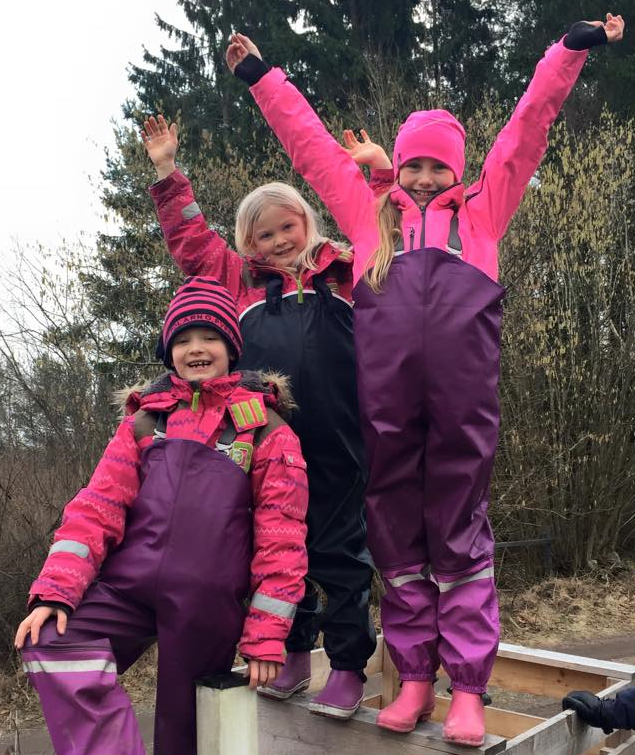
Skolbarn med galonbyxor.

Galonbyxor är vattentäta byxor, ofta av hängselmodell, som bärs utanpå annan klädsel, även utanpå ytterkläder som jacka eller overall, däremot under regnrock. De kan användas som regnkläder tillsammans med en regnjacka eller regnrock, men används också separat vid våta eller smutsiga aktiviteter som till exempel vid fiske eller bärplockning. Normalt används galonbyxorna tillsammans med vattentät fotbeklädnad som exempelvis gummistövlar. I underkant är byxorna ofta försedda med resår eller knäppning för att sluta tätare emot stövelskaften. De kan också vara försedda med band att sätta under skosulorna.
Galonbyxor tillverkas vanligen i samma typer av material som regnkläder. Ursprungligen var galon, ett varumärke för en speciell typ av vävburen plast, men ordet har fått allmän tillämpning och termen "galonbyxor" används numera även om vattenavvisande byxor i andra material än galonväv, särskilt om de är hängselbyxor.
I förskolor och skolor är det vanligt att galonbyxor används vid utomhusaktiviteter.